# ベアトリス・デ・ポルトゥガル (1347-1381)
ベアトリス・デ・ポルトゥガル（ポルトガル語：Beatriz de Portugal, 1347年ごろ - 1381年7月5日）は、ポルトガル王女で、カスティーリャのアルブルケルケ伯サンチョ・アルフォンソの妃。

## 生涯
ベアトリスは後にポルトガル王となるペドロ1世とイネス・デ・カストロの間の庶子として1347年ごろに生まれた。1354年に両親は秘密結婚をしたが、翌1355年にペドロ1世の父ポルトガル王アフォンソ4世の命により母イネスは殺害された。1361年、ベアトリスは父ペドロ1世により嫡出子とされた。
ベアトリスの異母兄フェルナンド1世は1367年にポルトガル王位を継承し、1372年から1373年にかけてカスティーリャ王エンリケ2世と2度目の戦争を行った。最終的にフェルナンド1世はサンタレン条約を結ばざるを得なくなり（1373年3月19日）、その条約にはベアトリスとエンリケ2世の弟である初代アルブルケルケ伯サンチョ・アルフォンソとの結婚が含まれていた。1373年に2人は結婚し、以下の子女が生まれた。
- フェルナンド・サンチェス（1373年 - 1385年） - 2代アルブルケルケ伯、アルジュバロータの戦いで戦死した。
- レオノール・ウラカ（1374年 - 1435年） - アラゴン王フェルナンド1世と結婚

ベアトリスの夫サンチョ・アルフォンソは1374年2月19日に死去した。その5年後の1379年、ポルトガル王妃レオノール・テレスの陰謀のために同母弟ジョアンがカスティーリャに亡命したとき、ジョアンに同行した。ベアトリスは1381年にレデスマで死去した。